# 塞雷斯 (戈亞斯州)
15°18′12″S 49°36′19″W / 15.30333°S 49.60528°W

塞雷斯（葡萄牙語：Ceres），是巴西的城鎮，位於該國中部，由戈亞斯州負責管轄，始建於1953年，面積214平方公里，海拔高度590米，2010年人口20,722，人口密度每平方公里96.69人。